# 潘公凯 (记者)
潘公凯（英語：Philip P. Pan）是一位美国记者、作家。

## 生平
他曾任華盛頓郵報北京分社社長，紐約時報國際新聞版主任助理，紐約時報北京分社社長。
他凭借记述中国现代政治变迁的《走出毛的影子：为新中国的灵魂奋斗》一书获得了2009年亚瑟罗斯图书奖金奖。此书也被《华盛顿邮报》和《经济学人》杂志评为2008年最佳图书之一。《纽约时报》文学评论员角谷美智子评价此书有“第一手报道的即时性和小说领域的情感深度。2013年任《纽约时报》驻北京分社社长，3月向中国当局提出申请，未获批准。潘公凯后参与开设纽约时报中文版。